# Comité de secours pour l'Arménie
Le Comité de secours pour l’Arménie est une organisation internationale d’obédience communiste, émanant du gouvernement de la République socialiste soviétique d'Arménie, liée à l’Internationale communiste, qui a existé de septembre 1921 à décembre 1937.
Son importance était due à la présence dans de nombreux pays du monde d'une diaspora arménienne, au sein de laquelle elle avait à lutter contre d’autres organisations opposées au régime soviétique.
La branche française était liée au PCF, plus particulièrement à la MOI ; c’est dans cette organisation que Missak Manouchian, adhérent en 1934, a exercé ses premières responsabilités politiques.

## Terminologie
Les formulations courantes : « Comité de secours pour l’Arménie », « Armenian Relief Committee », etc., sont la traduction de l’arménien « Hay(astani) Oknoutian Komité », qui en fonction de différences dialectales peut aussi être « Hay(astani) Oknoutian Gomidé » (on trouve aussi des transcriptions « Haï », « Ocnoutian » et « Comité »).
Ces différences provoquent un problème, dans la mesure où le sigle utilisé pour désigner cette organisation, au moins en France, n’est pas fondé sur la formulation française (CSA), mais sur la formulation arménienne, en fonction de laquelle on peut rencontrer dans la pratique trois sigles, HOK, HOC ou HOG, par exemple (cf. bibliographie pour les références) :
- HOC est employé par Philippe Robrieux (L’Affaire Manouchian) et par quelques sites ;
- HOG par Cyril Le Tallec (La Communauté arménienne en France) qui indique que c’est la forme présente sur les cartes de membres de la section française[3] ;
- HOK par Astrig Atamian (Les Arméniens communistes en France, une histoire oubliée) et Anahide Ter-Minassian (Histoires croisées).

Pour des raisons pratiques, cette page utilise le sigle HOK pour désigner l’organisation internationale et HOG pour la section française.

## Quelques éléments sur l'histoire de l'Arménie
Pour un article plus général, voir Histoire de l'Arménie.
En ce qui concerne les Arméniens de l'Empire ottoman, les persécutions des années 1890 ont amené la création d'un premier Comité de secours, organisé autour de la communauté arménienne aux États-Unis, le National Armenian Relief Committee (en) ; une autre organisation est créée en 1910, l'Armenian Relief Society (en) (ARS ou HOM).
L'Arménie sous domination russe devient indépendante à la fin de 1917 dans le cadre d'une République démocratique fédérative de Transcaucasie (avec la Géorgie et l'Azerbaïdjan), puis totalement indépendante en mai 1918 ; cette Première République d'Arménie est soviétisée au début de décembre 1920, puis entre dans la République socialiste fédérative soviétique de Transcaucasie en mars 1922, entité qui intègre l'URSS en décembre. La RSFST disparaît en 1937, l'Arménie est alors érigée en République socialiste soviétique, statut qu'elle conserve jusqu'en 1991.

## Historique du HOK
Le HOK est créé le 13 septembre 1921 par un décret du Conseil des commissaires du peuple. Il est placé sous le patronage d'intellectuels arméniens jugés neutres comme Hovhannès Toumanian, Léo, ainsi que des activistes ralliés à la cause soviétique comme Aramaïs Erzinkian, Grigor Vartanian, Alexandre Miasnikian et Drastamad Ter Simonian.
En 1921, Hovhannès Toumanian mène une délégation du HOK à Istanbul, qui suscite un certain enthousiasme auprès des Arméniens stambouliotes, provoquant notamment le ralliement d'une cinquantaine d"organisations culturelles et de bienfaisance qui se mobilisent pour lever des fonds et envoyer du matériel.
Le HOK fait appel à des organisations internationales, comme le Near East Relief, qui ravitaille l'Arménie jusqu'en 1924.
L'organisation est, dans l'entre-deux-guerres, le principal instrument de la politique dirigée par l'Arménie en direction de la diaspora, définie en particulier par l'Appel aux travailleurs arméniens des communautés (1922).
Les premières sections, en dehors du monde soviétique, sont créées en Iran (la première section est créée en février 1922 à Tabriz) et en Grèce, puis dans plusieurs pays occidentaux vers 1924-1925. En tout, le HOK crée 200 sections qu'il pilote depuis Erevan, et revendique 10 000 membres au début des années 1930 dans de nombreux pays : Russie, Transcaucasie, Iran, Grèce, Bulgarie, Roumanie, Égypte, Grande-Bretagne, Allemagne, États-Unis ou France. Comme le note Claire Mouradian, le HOK devient la « première organisation de masse des relations entre la RSS d'Arménie et la diaspora » à partir de 1924-1925. Le HOK est un ainsi un agent d'influence et de propagande soviétique majeur, notamment via ses activités culturelles et ses périodiques.
Grâce aux fonds levés au sein des différentes communautés arméniennes, le HOK participe au financement de nombreuses infrastructures en Arménie : canaux d'irrigation, filature à Alexandropol, mines de cuivre à Ghapan, les gares d'Erevan et d'Ararat, l'hôtel Armenia, logements pour les rapatriés, villes nouvelles (Nor Malatya, Nor Sebastia, Nor Dikranakert).
L'organisation est dissoute par le gouvernement arménien en décembre 1937.

## Le HOG
La section française est fondée en 1925. Les personnalités principales de l'organisation sont Kourken Tahmazian, ou encore le docteur Haïc Kaldjian qui la dirige jusqu'en 1937.
Le siège du HOG se trouve à Paris, rue Bourdaloue. L'organisation est dirigée par le Secrétaire général et le Conseil central et est constituée par des Comités locaux, un seul par ville (de 10 membres au minimum), sauf à Marseille et à Paris : ainsi, Missak Manouchian est membre du comité du Quartier latin tandis que Mélinée Assadourian milite au comité de Belleville. Le HOG édite un journal mensuel.
Le HOG connaît une expansion dans les années de la montée du Front populaire ; c'est l'époque de l'adhésion de Manouchian qui, dès le congrès de juillet 1935, entre au Conseil central (en même temps que Mélinée) et devient « Deuxième secrétaire », poste créé à ce moment, et responsable du journal Zangou.
Après la dissolution du HOK en 1937, les militants français recréent une structure : l'Union populaire franco-arménienne. Ses dirigeants, Haïc Kaldjian et Missak Manouchian, sont arrêtés dès la déclaration de guerre, début septembre 1939, avant même la dissolution de l'organisation le 26 septembre (en même temps que le PCF et tous ses satellites).